# Tiszabecsi csata
A tiszabecsi csata (vagy: tiszaújlaki csata) a Rákóczi-szabadságharc első kuruc győzelemmel végződött összecsapása, melyben Rákóczi seregének sikerült a Tisza bal partjára átkelnie. Ez volt a fejedelem tiszántúli hadjáratának első csatája. A katonailag jelentéktelen összecsapás tétje óriási volt. Itt dőlt el ugyanis, hogy Rákóczi mozgalma nem egy, az 1697-es hegyaljai felkeléshez hasonló, korlátozott kiterjedésű, könnyen leverhető parasztfelkelés, hanem országos méretű, társadalmi csoportok összefogásával létrejött Habsburg-ellenes szabadságharc lesz.

## Előzmények
Rákóczi 1703 júniusában vonult be Magyarországra és állt a felkelő parasztok élére. Miután egykori bortokainak központja, Munkács elfoglalása kudarcot vallott, csapataival a lengyel határon fekvő Zavadkára vonult vissza. Itt látott hozzá ahhoz, hogy a képzetlen és rosszul felszerelt parasztokból ütőképes hadsereget szervezzen. A zavadkai táborba számos erősítés érkezett. Itt csatlakozott Rákóczihoz Ocskay László és Borbély Balázs a császári hadseregből megszökött, jól felszerelt 80 lovassal. Ezután egy, a Tisza bal partján a nemességet fosztogató lengyel lovascsapat, majd Vékony János vezetésével a munkácsi várból megszökött 15 hajdú érkezett Rákóczihoz. Július 3-án vagy 4-én megjött Danckából Bercsényi, aki a francia király pénzén fogadott két dragonyos századot (összesen 200 fő, lengyel és román zsoldosok), valamint Potocki kijevi vajda és Wisniowiecki lengyel herceg által küldött 2-2 századnyi gyalogost, összesen kb. 800 főt hozott magával. Ezeket az egységeket képzett tisztek irányítása alatt álló, jól felszerelt, harcedzett katonák alkották.
A felkelők serege így már kb. 400 lovast és 2000 gyalogost tett ki. Rákóczit több küldöttség is felkereste, melyek a tiszántúli falvak lakosságának, a jász, a kun és a hajdú kerületek népének jövendő csatlakozásáról biztosították. Ehhez azonban Rákóczinak el kellett érnie az Alföldet, amihez a hegyekből leereszkedve át kellett kelnie a Tiszán. Ezt a hadműveletet július 7-én kezdte meg. A császáriak által megerősített Munkácsot messziről elkerülve, Huszton keresztül a Nagyág völgyéven vonultak seregei a Tiszához, hogy Tiszaújlak és Tiszabecs között megkíséreljék az átkelést.

## A csata

### A szemben álló felek
Császári oldalon a magyar nemesi felkelők álltak: gróf Csáky István bereg-ugocsai főispán vezetésével Bereg, Ugocsa és Szatmár megye hadba vonult nemessége a folyó jobb partján, Tiszaújlaknál gyülekezett. Támogatásukra Octavio Nigrelli kassai főkapitány állomáshelyéről a Montecuccoli-ezred egyik lovasszázadát, Szatmárról pedig a Heister-ezred egyik gyalogos századát (100-100 fő) küldte a közeli Beregszászba. Rákóczi közeledésének hírére a nemesi felkelők a Tisza bal partjára, Tiszabecsre húzódtak, a rév őrzésére Csáky helyettese, Kende Mihály szatmári nemes vezetésével csupán 30 magyar és 20 német lovast hagyott. A császári csapatok Beregszászban maradtak, hogy a folyón átkelő felkelőket kellő pillanatban hátba támadhassák.
Rákóczi teljes hadereje a Tiszához vonult, ám az összecsapásban csak kisebb előhada vett részt. A sáros utakon ugyanis az egységek elszakadtak egymástól, a gyalogság a csata megkezdéséig nem érkezett meg a Tiszához.

### A csata lefolyása
Július 14-én Rákóczi Ocskay és Borbély által vezetett előhadai megérkeztek Tiszaújlakhoz. A révet 15 német gyalogos őrizte, őket könnyen megfutamították. Ekkor tért vissza felderítőútjáról Kende és 50 lovasa, akik a kuruc túlerő elől a Tisza egyik kanyarjába húzódtak. Mivel a túlpartról folyamatosan segítséget kaptak, felvették a harcot a kuruc lovasokkal, akik három sikertelen rohamot is intéztek ellenük. Négyórányi küzdelem után Rákóczi már a harcok felfüggesztését tervezte gyalogsága beérkezéséig, mikor a negyedik roham sikerrel járt, a labancokat a Tiszába szorították, ahol a sebesült Kende és többen mások is megfulladtak.
A fő sereg a császári és nemesi csapatok között, Váriban ütött tábort, ahol könnyen bekeríthették és felmorzsolhatták volna őket. Rákóczi táborából azonban olyan hírek jutottak el az ellenséghez, hogy a nyomában érkező 40 000 fős lengyel és svéd erősítés Szatmár várának elfoglalását tervezi. (A rémhír terjesztésében fontos szerepe lehetett annak a korábban kuruc fogságba esett német trombitásnak, aki megszökve a nemesi felkelők között eléggé túlzóan számolt be Rákóczi seregének erejéről.) Erre 15-én reggelre a nemesi felkelők birtokaikra futottak, a császári katonaság pedig Szatmárra illetve Munkácsra vonult vissza.
A kurucok ezután akadálytalanul kelhettek át a folyón.

### Veszteségek
Az összecsapás veszteségeiről pontos beszámoló nem maradt fenn. Biztosan elesett Kende Mihály és néhány lovas, valamint 8 német katona. A kurucok veszteségeit ennél nagyobbra becsülték. Kuruc fogságba esett számos nemes, közülük többen átálltak Rákóczihoz és néhányan fontos tisztségekig jutottak (pl. Majos János ezereskapitány, Komlósi Ferenc palotás hadnagy lett.)

## Következmények
Az átkelés után Esze Tamás előhada Vásárosnaményba nyomult, ahova Rákóczi július 16-án szintén megérkezett. Itt adta ki 18-án a naményi pátenst, amelyben három napon belüli csatlakozásra szólította fel Szabolcs vármegye minden felnőtt lakóját. Parasztok érkeztek is, így seregének létszáma hamarosan elérte a 8000 főt. A nemesség azonban továbbra is kivárt, a legtöbben birtokuk megerősített központjába zárkóztak, egy részük pedig a kállói várba vette be magát. Az őket németbarátsággal vádoló felkelt jobbágyaik pedig kifosztották őrizetlen udvarházaikat, elhajtották állataikat.

## A csata emlékezete

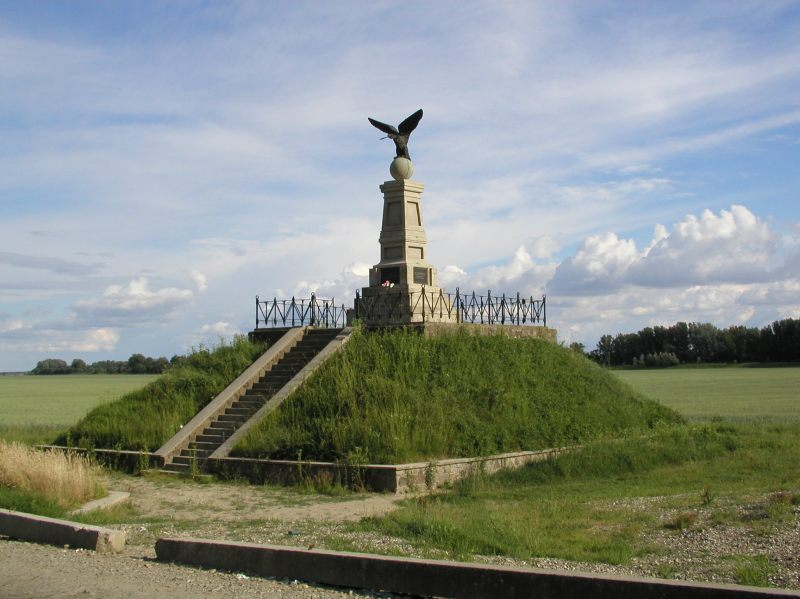
A jelenlegi emlékmű

A csata emlékére egy kis mesterséges dombon 1903-ban 18 méter magas turulmadaras emlékoszlopot állítottak Kepes Sándor.
Ezt 1945-ben lebontották, a turulmadár jelenleg az ungvári várban található. A jelenlegi, 1989-ben felavatott emlékművet Keisz Gellért tervei alapján Lezu Vladimir építette.

Esze Tamás-emléktábla az egykori sóház falán

A tiszaújlaki sóház oldalán Esze Tamás emléktáblája látható.